# Emil Lueken

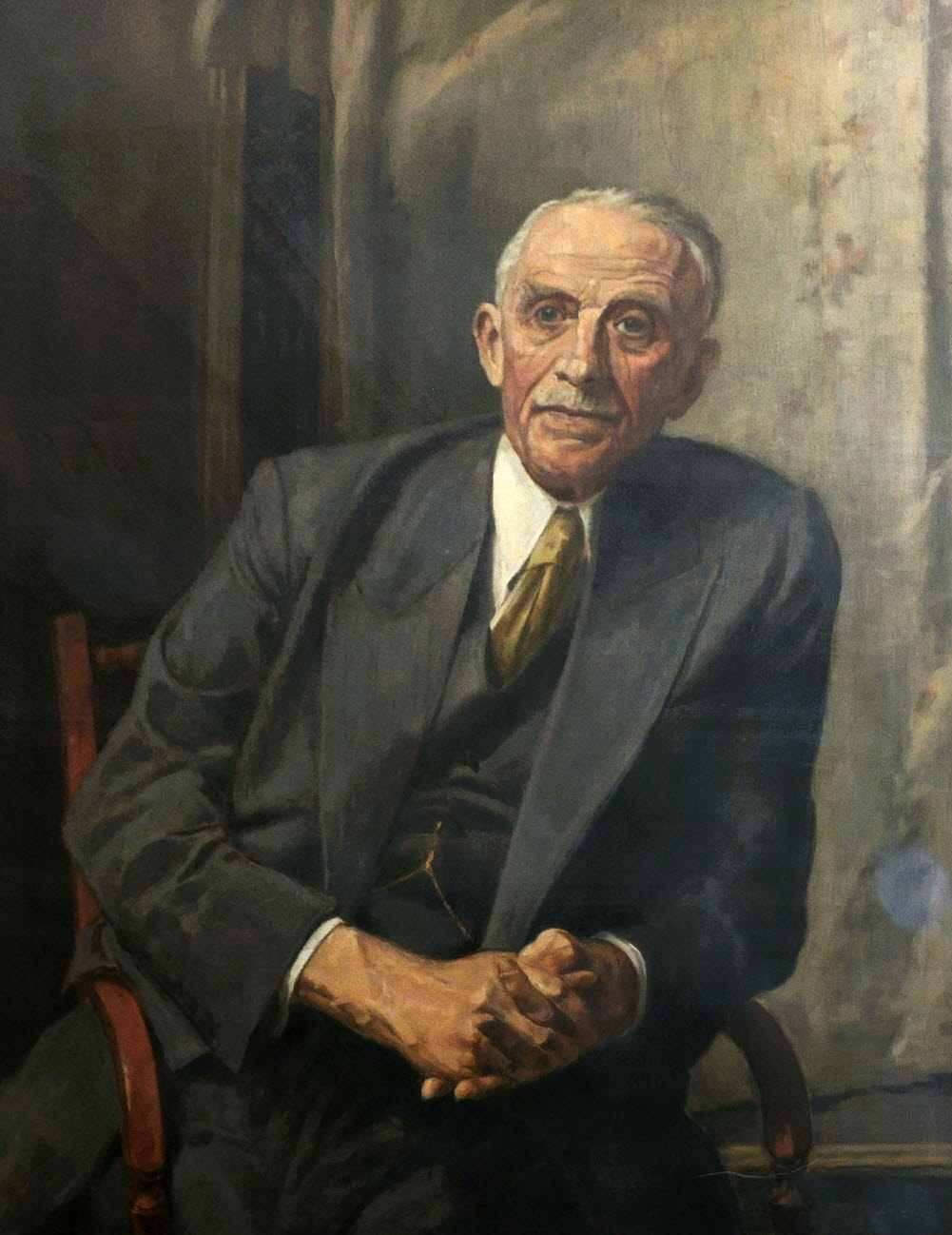
Emil Lueken (1957)

Emil Heinrich Wilhelm Lueken (* 20. März 1879 in Oldenburg; † 20. März 1961 in Bremen) war ein deutscher Jurist und Politiker (u. a. Oberbürgermeister von Kiel).

## Biografie
Lueken wurde als Kind des Seminaroberlehrers Johann Lueken und Anna Catharina Elise Eilers geboren. Nach dem Schulbesuch in Oldenburg studierte Lueken ab 1897 Jura und Nationalökonomie. Besonders beeinflusst wurde er von den sozialliberalen Lehren Friedrich Naumanns und Max Webers, die er während seines Studiums an der Universität Göttingen und der Universität Heidelberg hörte. 
Während seines Studiums in Göttingen wurde er 1897 Mitglied der Schwarzburgbund-Verbindung Burschenschaft Germania.
Er trat 1900 in die Partei Nationalsozialer Verein ein, der er bis zur Auflösung 1903 angehörte. Im Frühjahr 1900 bestand er in Oldenburg die erste juristische Staatsprüfung und im Herbst desselben Jahres promovierte er in Heidelberg.
Lueken heiratete 1905 Frieda Cropp (1883–1970). Zusammen hatten sie vier Kinder: Hillert, Bernd, Claus und Reiner Lueken. Hillert wurde 1937 von den Nationalsozialisten verhaftet und in den Tod getrieben, weil er mit der jüdischen Künstlerin Lotti Goldmann, die später als Lotti Huber bekannt wurde, zusammen war.
Lueken wurde in seiner Geburtsstadt Oldenburg bestattet.

### Bürgermeister von Heppen/Rüstringen
1907 wurde Lueken zum Bürgermeister von Heppens gewählt. Als sich 1911 Heppens mit anderen Randgemeinden Wilhelmshavens zur Stadt 1. Klasse Rüstringen vereinigte, wurde er zu deren Bürgermeister gewählt. 1917 erhielt er die Amtsbezeichnung Oberbürgermeister.
Trotz der Schwierigkeiten, die der Erste Weltkrieg hervorrief, gelang es Lueken, die Finanzkraft Rüstringens zu erhalten; kriegsbedingte Schulden mussten nicht aufgenommen werden. Auch die Versorgungslage der Bevölkerung konnte durch aktives städtisches Handeln gesichert werden. Nach Kriegsende musste die Wirtschaft, die bis dahin auf den Marinehafen Wilhelmshaven ausgerichtet war, umgestellt werden.

### Oberbürgermeister von Kiel
Diese Erfahrungen dienten Emil Lueken, als er 1920 in einer Direktwahl durch die Kieler Bevölkerung zu deren Oberbürgermeister gewählt wurde. Der parteilose Lueken erwarb sich das Vertrauen großer Teile der bürgerlichen Kräfte und auch der Mehrheitssozialdemokraten (MSPD) – eine wichtige Basis, um zwischen den traditionell bürgerlichen Mitgliedern im Rat und der Fraktion der Sozialdemokraten, die die Mehrheit im Stadtparlament hatten, zu vermitteln.
Die Kieler Wirtschaft, die bis dahin einseitig auf die Kaiserliche Marine und die Rüstungswerft zugeschnitten war, musste – wie in Rüstringen – auf Friedensproduktion umgestellt werden. Dazu wurde z. B. der Bau ziviler Hafenanlagen forciert. Es entstanden der Hafen in Voßbrook und mit ihm der Flughafen Kiel-Holtenau, der Freihafen auf dem Gelände des ehemaligen Marinekohlenhofs in der Wik und der Nordhafen am Nord-Ostsee-Kanal.
Lueken war Anhänger der Gartenstadt-Bewegung. Zusammen mit seinen Weggefährten aus Rüstringer Zeiten, dem Technischen Baurat Willy Hahn und Leberecht Migge, wurde der Kieler Grüngürtel ausgebaut, erste Gartenstädte, wie z. B. die Nebenerwerbssiedlung Hammer, entstanden und das eng und ärmlich bebaute Kuhbergviertel wurde wohnlicher gemacht.
Überregionalen Einfluss erwarb sich Lueken im Deutschen Städtetag, in dessen Vorstand er saß, und im Verein für Kommunalwirtschaft und Kommunalpolitik, deren Vorsitzender er von 1922 bis 1933 war. Besonders in Fragen der kommunalen Haushalts- und Finanzpolitik machte er sich einen Namen.
1925 trat Lueken in die Deutsche Volkspartei (DVP) ein. Seine liberale Wirtschaftsauffassung brachte ihn zunehmend in Gegensatz zu den Sozialdemokraten, die aufgrund der schlechten wirtschaftlichen Gesamtlage stärkeres direktes finanzielles Engagement für Arbeitslose forderten, Geld, das nur mit neuen Schulden hätte ausgegeben werden können. Zudem war Lueken gemäßigt national eingestellt.
Als 1932 seine Wahlperiode abgelaufen war, verfügte er über keine sichere Mehrheit im Stadtparlament, das jetzt den Oberbürgermeister wählte. Trotzdem wurde er gegen die Stimmen der SPD und NSDAP für weitere zwölf Jahre in seinem Amt bestätigt.
Nach dem Sieg der NSDAP bei der Reichstagswahl 1933 verstärkte diese den Druck auf Lueken. Er sollte die sozialdemokratischen Stadträte vorzeitig entlassen. Lueken beugte sich diesen Forderungen nicht und wollte zumindest die Kommunalwahl am 12. März 1933 abwarten. Aufgrund dieser Haltung wurde er am 10. März 1933 von der NSDAP aus seinem Amt entfernt.

### Aktivitäten in der Wirtschaft
Im April 1933 trat Lueken der NSDAP bei. Lueken verließ Kiel und war nach einem kurzen Zwischenspiel in Hamburg bis 1943 Direktor bei der Commerzbank in Bremen. Danach war er als Treuhänder für das Vermögen der National Securitas Corp. Ltd. London und der Royal Schreibmaschinen AG tätig.

### Bremische Bürgerschaft
Nach dem Zweiten Weltkrieg saß er von 1945 bis 1951 für die von ihm mitgegründete Bremer Demokratische Volkspartei (BDV) in der Bremischen Bürgerschaft. Die BDV wurde 1951 Teil der FDP.

## Ehrungen
- 1920: Ehrenbürger von Rüstringen[5]
- Großkreuz des isländischen Falken[6]
- 1954: Großes Verdienstkreuz des Verdienstordens der Bundesrepublik Deutschland

## Namensbenennungen
In Wilhelmshaven wurde die Emil-Lueken-Straße im Stadtteil Altengroden-Süd nach ihm benannt. 2002 wurde eine Brücke über das Gewässer Kleiner Kiel in Kiel Emil-Lueken-Brücke benannt.